# Monika von Witzleben
Monika von Witzleben (* 1968 in Karlsruhe als Monika Blessing) ist eine deutsche Schauspielerin.

## Leben und Wirken
Monika von Witzleben wurde als Tochter eines Statikers in Karlsruhe geboren. Ausgebildet an der Schauspielschule Zerboni in Grünwald bei München, etablierte sie sich als Theaterschauspielerin, so unter anderem am Münchener Theater44, am Stadttheater Düren und in Werner Asams Komödienstadl (Der Fischerkrieg vom Chiemsee). Zu ihren Theaterrollen zählen u. a. die Buhlschaft im Jedermann und die Carole in Ganze Tage – Ganze Nächte. Nach einer TV-Rolle in der Krimi-Reihe K11 – Kommissare im Einsatz (Folge Tödliches Kochduell) und einigen Kurzfilmen (Florian Kimls Toastbrot oder Sushi, Slavko Spionjak Der Modul) spielt sie 2007 neben Benno Fürmann, Tom Schilling und Karoline Herfurth in Marc Rothemunds Pornorama, produziert von Bernd Eichinger.